# Tramway de Düsseldorf
 (janvier 2024).
Le tramway de Düsseldorf est un réseau de tramways de la ville de Düsseldorf, en Allemagne.

## Historique
L’histoire du tramway de Düsseldorf remonte à 1876 et la mise en place d’une ligne tractée par des chevaux entre la place du château et la gare. Diverses sociétés sont à l’origine du réseau actuel :
- la société ferroviaire rhénane (Rheinische Bahngesellschaft) inaugure la ligne Düsseldorf-Krefeld en 1898,
- La compagnie ferroviaire Düsseldorf-Duisbourg (Düsseldorf-Duisburger Kleinbahn) met en service la ligne vers Duisbourg en 1899 (la société est racheté par la Rheinbahn[1] en 1938),
- le réseau de Benrath est développé par la société ferroviaire de Berg (Bergische Kleinbahn) avant d’être racheté par la ville de Düsseldorf en 1911.

## Réseau actuel

### Aperçu général
Depuis l'ouverture de la ligne Wehrhahn en février 2016 le réseau compte 7 lignes, contre 11 auparavant :
| Ligne | Trajet |
| ----- | --- |
| 701   | D-Dome/Am Hülserhof – ISS Dome – Wahlerstraße/JVA – D-Rath – Rotdornstraße – D-Rath Mitte – Am Schein – Haeselerstraße – D-Heinrichstraße – D-Derendorf – Rather Straße/Hochschule HSD – Münsterplatz – Dreieck – Venloer Straße – Nordstraße – Sternstraße – Schadowstraße – Steinstraße – Berliner Allee – Luisenstraße – Helmholzstraße – Sonnenstraße –Kruppstraße – Gangelplatz – D-Oberbilk – Am Stufstock – Schlesiche Straße – Am Hackenbruch – Jägerstraße – D-Eller Mitte – Alt Eller – Vennhauser Allee |
| 704   | Merziger Straße – Straßburger Straße – Alter Schlachthof – Rather Straße/Hochschule HSD – St.-Vinzenz-Krankenhaus – Lennéstraße – Stockkampstraße – Rochusmarkt – Adlerstraße – Pempelforter Straße – Worringer Platz – Düsseldorf Hbf – Mintropplatz – Helmholtzstraße – Fürstenplatz – Morsestraße – Färberstraße – Karolingerplatz – Auf’m Hennekamp – Uni-Kliniken – Universität Nord/Christophstraße – (Südpark (uniquement le dimanche et jours fériés) – Universität Ost/Botanischer Garten (uniquement le dimanche et jours fériés)) |
| 705   | D-Unterrath – Am Röttchen – Eckenerstraße – Elsässer Straße – An der Piwipp – Großmarkt – Johannstraße – Tannenstraße – Spichernplatz – Essener Straße – Dreieck – Venloer Straße – Nordstraße (uniquement en direction de Vennhauser Allee →) – Sternstraße – Schadowstraße – Steinstraße – Berliner Allee – Luisenstraße – Morsestraße – Färberstraße – Karolingerplatz – Kopernikusstraße – Am Steinberg (uniquement en direction de Am Steinberg →) – Moorenstraße (uniquement en direction de Merowingerstraße ←) – Merowingerplatz (uniquement en direction de Merowingerstraße ←) – Merowingerstraße (uniquement en direction de Merowingerstraße ←) |
| 706   | D-Hamm – Hammer Dorfstraße – Hemmersbachweg – Franziusstraße – Wupperstraße – Bilker Kirche – Stadttor – Landtag – Kniebrücke – Poststraße – Graf-Adolf-Platz – Berliner Allee – Steinstraße – Schadowstraße – Sternstraße – Marienhospital – Stockkampstraße – Tußmannstraße – D-Zoo – Schillerplatz (uniquement en direction de Am Steinberg →) – Brehmplatz – Schumannstraße – Lindemannstraße – Lindenstraße – D-Flingern – Stadtwerke/Düsselstrand – Kettwiger Straße – Fichtenstraße – Oberbilker Markt – Flügelstraße – Kruppstraße – D-Volksgarten – Redinghovenstraße – Auf’m Hennekamp – Kopernikusstraße – Am Steinberg (uniquement en direction de Am Steinberg →) – Moorenstraße (uniquement en direction de Merowingerstraße ←) – Merowingerplatz (uniquement en direction de Merowingerstraße ←) – Merowingerstraße (uniquement en direction de Merowingerstraße ←) |
| 707   | D-Unterrath – Am Röttchen – Eckenerstraße – Elsässer Straße – An der Piwipp – Großmarkt – Johannstraße – Tannenstraße – Spichernplatz – Essener Straße – Dreieck – Venloer Straße (uniquement en direction de Unterrath ←) – Marienhospital – Schloss Jägerhof – Jacobistraße – Klosterstraße – Charlottenstraße/Oststraße – Düsseldorf Hbf – Mintropplatz – Helmholtzstraße – Fürstenplatz – Morsestraße – Bilker Allee/Friedrichstraße – Kronprinzenstraße – Bilker Kirche – Wupperstraße – Franziusstraße – Speditionstraße – Medienhafen, Kesselstraße |
| 708   | Heinrichstraße – Hansaplatz – Grunerstraße – Brehmplatz – Schillerplatz – Uhlandstraße – Birkenstraße – Worringer Platz – Düsseldorf Hbf – Stresemannplatz – Berliner Allee – Graf-Adolf-Platz – Poststraße – Landtag/Kniebrücke – Polizeipräsidium |
| 709   | Gerresheim, Krankenhaus – Heinrich-Könn-Straße – Auf der Hardt/LVR-Klinikum – Pöhlenweg – (Grafenberg, Staufenplatz) – Burgmüllerstraße – Schlüterstraße / Arbeitsagentur – Engerstraße – Hoffeldstraße – D-Flingern – Wetterstraße – Birkenstraße – Worringer Platz – Düsseldorf Hbf – Stresemannplatz – Berliner Allee – Graf-Adolf-Platz – Poststraße – Landtag/Kniebrücke – Stadttor – Bilker Kirche – D-Völklinger Straße – Georg-Schulhoff-Platz – Südfriedhof – D-Josef-Kardinal-Frings-Brücke – Rheinpark-Center Süd – Langemarckstraße – Neuss Stadthalle/Museum – Landestheater – Neuss Markt – Glockhammer – Niedertor – Neuss Hbf – NE Theodor-Heuss-Platz |